# Møen (skib)
Skibsnavnet Møn (også stavet Møen) har været anvendt på mindst syv skibe i den danske Marine, samt på et antal civile skibe. Navnet henviser til øen Møn.

## Krigsskibe
- Brigantinen Møen: Søsat 1736. Bygget på Holmen under ledelse af fabriksmester Diderich Thura.[1]
- Fregatten Møen: Søsat 1752. Bygget på Holmen efter tegninger af Anders Turesen. Udgået 1777.[2]
- Fregatten Møen: Søsat 1777 og i tjeneste fra 1779 til 1795. Bygget på Holmen efter tegninger af Henrik Gerner.[3]
- Spilprammen Møend nr. 2: Søsat 1786. En spilpram var et kraftigt bygget rofartøj, der var forsynet med et spil, så det for eksempel kunne udlægge og hæve ankre.
- Orlogsbriggen Møen: Søsat 1815 og i tjeneste fra 1817. Forliste ved Helsingør i november 1837 og blev ophugget året efter.[4]
- Kanonbåden Møen: Søsat i 1875 og i tjeneste fra 1876 til 1901. Skibet sank under forsøg med brisantgranater.
- Minelæggeren Møen: Søsat i 1963 som en del af Falster-klassen. I tjeneste fra 1964 til 2004.

## Civile skibe
- Skonnerten Møen: Bygget hos Bonnesen i Ålborg i 1867 til partsrederi i Thisted. Forlist ved Holland i 1881.[5]
- Dampskibet Møen: Bygget hos Kockums i Malmø i 1875 til rederiet DFDS. Solgt til svensk rederi i 1898 og omdøbt til Mölle. Købt af Cementfabrikken Dania i Mariager i 1899 og fik igen navnet Møen. I 1949 solgt til Willy Rysz i Mariager. Ombygget til tremastet skonnert i 1951 og omdøbt til Frithiof. Solgt til Aage Stokholm i Kalvehave i 1975 og omdøbt til Sundia. Solgt til den selvejende institution Elida i Aarhus i 1985 og omdøbt til Elida. Solgt til Birger Jansen, Knebel i 2001 og omdøbt til Mie og senere ombygget til tomastet skonnert.[6][7][8][9]
- Dampskibet Møen: Bygget i Helsingør til grevskabet Knuthenborg og søsat i 1884 under navnet Polyxene. I 1913 købt af Præstø Amt og omdøbt til Koster. I 1924 købt af Dampskibsselskabet Stubbekøbing og omdøbt til Møen. Solgt igen i 1931 og udgået i 1935.[10]
- Dampskibet Møen: Bygget i Frederikshavn til DFDS og søsat i 1915. Ombygget til motorskib i 1936 og ophugget i 1960.[11]
- Motorfærgen Møn: Bygget på Nakskov Skibsværft i 1922-23 for Præstø Amt til lokal færgefart. Solgt til Staten i 1938 og anvendt som færge til den veterinære forsøgsstation på Lindholm. Købt af Foreningen Færgen Møn's Venner i 2005.[12][13]

## Møeni billeder
- Agterspejlet på fregatten Møen fra 1752.
- Kanonbåden Møen gjorde tjeneste fra 1876 til 1901.
- Minelæggeren Møen var aktiv fra 1964 til 2004.
- Færgen Møn fra 1923. Den ejes nu af foreningen Færgens Møns Venner.